# Pokolec szary
Pokolec szary (Acanthurus sohal) – gatunek morskiej ryby okoniokształtnej z rodziny pokolcowatych (Acanthuridae). Popularna w akwariach morskich.
Występuje w Morzu Czerwonym, Zatoce Perskiej i na rafach koralowych Oceanu Indyjskiego, na głębokościach do 20 m, na płyciznach i stokach raf od strony morza.
Dorasta do 40 cm długości. Żywi się glonami. Gatunek agresywny i terytorialny. 
Jego rzucające się w oczy, niebiesko-białe poziome paski sprawiły, że jest on „sztandarową”  rybą dla środowiska rafy Morza Czerwonego. Gatunek terytorialny, zajmujący małe rewiry, na których żeruje. Mało płochliwy.  Samiec broni stadka samic, także wobec nurków, czy osób snorkujących.  Podczas godów samce stają się prawie czarne. Samice składają ikrę podczas nowiu księżyca, najczęściej wkrótce po wschodzie słońca. Pokolec szary jest cenioną rybą akwariową. Podobnie jak inne ryby pokolcowate jest on bocznie spłaszczony, dzięki czemu jest niezwykle zwrotny i szybki poruszając się wzdłuż rafy. Ryba posiada zlokalizowany symetrycznie, po obu stronach wzdłuż podstawy ogona, przypominający ostrze kolec, który zagina się w kierunku dogłowowym. Kolec może zawierać trującą substancję.  Podczas obrony i ataku pokolcowate  uderzają owym kolcem w inne ryby lub intruzów, powodując ich fizyczne obrażenia. Nazwa „surgeonfish” („ryba-chirurg”) pochodzi od tego przypominającego skalpel, ostrego kolca. Podstawowa dieta pokolca szarego składa się głównie z substancji roślinnych, ale czasami obejmuje też mięso innych zwierząt. Mogą to być płaszcze małży, a także duże, miękkie polipy i małe polipy kamienne. Zasięg pokolca szarego obejmuje wszystkie środowiska rafowe Morza Czerwonego, do głębokości ok. 30 m, a nawet głębiej, często spotykany  na płyciznach i stokach raf od strony morza. Jest to jeden z najbardziej agresywnych pokolców, co w połączeniu z jego dużymi rozmiarami sprawia, że jest on dominującą rybą  rafy Morza Czerwonego.
W warunkach akwarium morskiego ryba ta  potrzebuje dużej przestrzeni i odżywia się głównie algami. Jej wrodzona dominacja i agresywność sprawiają, że w akwarium można trzymać jedynie jeden okaz tego gatunku. Do hodowli należy wybierać okazy o długości co najmniej 7–8 cm, które na ogół dobrze dostosowują się do panujących w akwarium warunków i oferowanej diety. Idealny do hodowli okaz powinien być czujny i ciekawy oraz wykazywać oznaki agresji w stosunku do innych współtowarzyszy. Polecane dla tego gatunku jest akwarium o wielkości ponad 700 l, z silnym ruchem wody i dużymi formacjami skalnymi  ze względu na wędrowny charakter pokolca. Nowy osobnik powinien być, przed wpuszczeniem go do zbiornika docelowego zanurzony w słodkiej wodzie i poddany kwarantannie w specjalnym zbiorniku kwarantanny. Sugeruje się, że woda w zbiorniku kwarantanny powinna mieć mniejsze zasolenie, co pozwoli wyeliminować większość pasożytów zewnętrznych pasożytujących na ciele ryby. Dieta tego pokolca powinna składać się głównie z alg lub substancji roślinnych. „Sushi Nori” może być główną dietą tej ryby. Oprócz glonów dietę należy uzupełniać mrożonymi krewetkami (Mysis) lub innym podobnym pokarmem. Pokolec żeruje nieustannie, usuwając glony morskie z akwarium. Zaleca się karmienie go kilka razy dziennie. W niewoli ryba ta dożywa 10–15 lat.

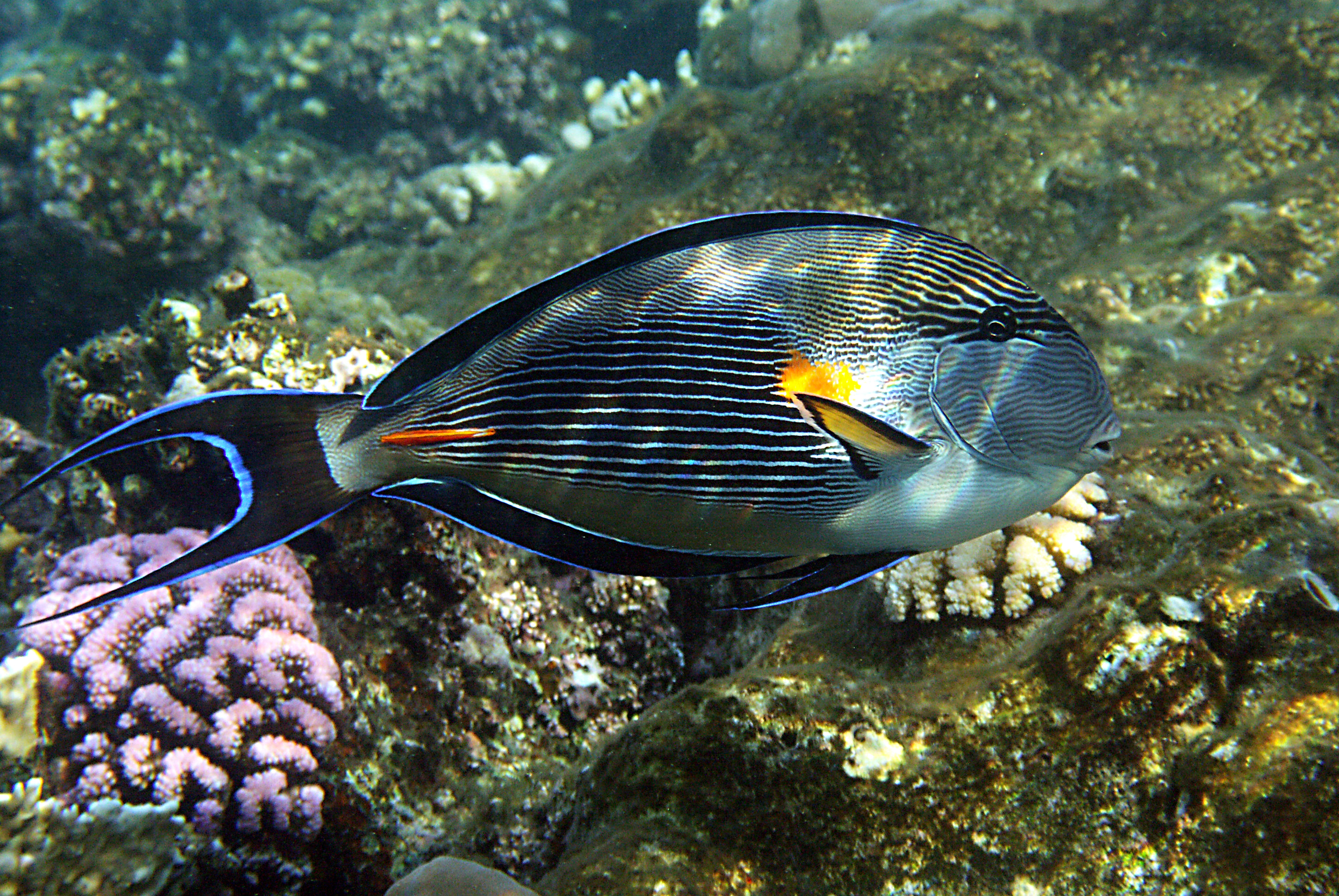